# Lâu đài Karlštejn
Lâu đài Karlštejn (Czech: Hrad Karlštejn; Đức: Burg Karlstein) là một lâu đài kiến trúc Gothic lớn xây vào năm 1348 bởi Karl IV của Thánh chế La Mã, Lâu đài này nằm ở xã Karlštejn, cách thủ đô Praha của Cộng hòa Séc 30 km về phía Tây Nam.

## Lịch sử
Lâu đài Karlstein được bắt đầu cho xây vào năm 1348 bởi Karl IV, sau khi ông được bầu làm vua La Mã Đức, tới năm 1355 ông mới được phong làm hoàng đế.

Nó được xây làm kho tàng chứa của cải, bảo vật của hoàng đế. Cho tới khi những bức tường quan trọng xây xong cũng kéo dài tới 10 năm. Tới năm 1365 thì nhà thờ hoàng gia mới hoàn thành. Bức tường vòng ngoài được dựng để kháng cự lại quân xâm lăng, tuy nhiên khi người Séc (Hussiten) nổi dậy tại vương quốc Bohemia, thì của cải ở đây đã được tản cư qua đường Hungary đưa về Nürnberg.

Lần đàu tiên thành này bị bao vây là vào năm 1422 bởi những người Hussiten ở Praha, nhưng họ đã không thành công. Cuối thế kỷ thứ 16 theo chỉ thị của hoàng đế Rudolf II, vòng tường ngoài được làm mới lại và chắc chắn hơn. Đến năm 1619 thì những vật quý được mang về Prag. Năm 1620 những người chiếm đóng đã đầu hàng Ferdinand II không kháng cự và vào năm 1648 thành bị xâm chiếm bởi lính Thụy Điển trong cuộc Chiến tranh Ba mươi năm. Sau đó thành này bị bỏ phế. Đến giữa thế kỷ thứ 19 thành này mới được hoàng đế Franz II và con ông, hoàng đế Ferdinand I cho tu bổ lại.

Hình dạng hiện thời là sau khi được sửa chữa từ năm 1887 cho tới 1899. 
Hai làng gần đó, Budňany và Poučník vào năm 1952 được nhập lại thành xã Karlštejn.

## Sách báo
- Franz Auge (Hrsg.): Beschreibung der kaiserlichen königlichen Burg Karlstein in Böhmen. 2., verbesserte und vermehrte Auflage. Gerzabek, Prag 1819, Digitalisat.
- Vinzenz Chyský: Karlstein. Geschichte und Führer durch die Burg. Orbis, Prag 1936.
- Michael Eschborn: Karlstein. Das Rätsel um die Burg Karls IV. Verlag Urachhaus, Stuttgart 1971, ISBN 3-87838-146-8.
- Jiří Fajt, Jan Royt: Magister Theodoricus, Hofmaler Kaiser Karls IV. Die künstlerische Ausstattung der Sakralräume auf Burg Karlstein. (Ausstellung Prag, St.-Agnes-Kloster, 12. November 1997 – 26. April 1998). Nationalgalerie, Prag 1997, ISBN 80-7035-162-4 (Stark gekürzte deutsche Ausgabe des tschechischen Ausstellungskataloges).
- František Fišer: Karlštejn. Vzájemné vztahy tří karlštejnských kaplí. Karmelitánské Nakladatelství, Kostelní Vydří 1996, ISBN 80-7192-169-6 (Deutsche Zusammenfassung: Karlštejn – wechselseitige Beziehungen der drei Karlštejner Kapellen.).
- Joseph Neuwirth: Mittelalterliche Wandgemälde und Tafelbilder der Burg Karlstein in Böhmen (= Forschungen zur Kunstgeschichte Böhmens. Bd. 1). Calve, Prag 1896.

File: